# Liste von Pelikanbrunnen
In dieser Liste sind Pelikanbrunnen aufgeführt, also Brunnen im öffentlichen Raum, die Pelikane zum Thema haben.

## Deutschland
| Bezeichnung                                 | Bild           | Standort                                                                                   | Künstler                                    | Errichtung Einweihung | Weitere Informationen |
| ------------------------------------------- | -------------- | ------------------------------------------------------------------------------------------ | ------------------------------------------- | --------------------- | --- |
| Pelikanbrunnen (Erlangen)                   | weitere Bilder | Erlangen, auf dem Berliner Platz (Lage)                                                    | Helmut Diller (1911–1984)                   |                       | |
| Pelikan-Brunnen (Frankfurt (Main))          |                | Frankfurt am Main, Frankfurter Berg, Albert-Schweitzer-Schule, Berkersheimer Weg 26 (Lage) | Cläre Bechtel, eine Frankfurter Bildhauerin |                       | siehe Liste von Brunnen in Frankfurt am Main#Ehemalige Brunnen: Es war ein Trinkbrunnen an der Albert-Schweitzer-Schule. Im Jahr 1950 schrieb Albert Schweitzer das Buch Ein Pelikan erzählt aus seinem Leben.                                                                                              |
| Pelikanbrunnen (Hamburg)                    | weitere Bilder | Hamburg, bei der Hauptkirche St. Trinitatis (Altona) in Altona-Altstadt (Lage)             | Ernst Hanssen (1907–1989)                   | 1959                  | |
| Pelikan-Brunnen (Hannover)                  | weitere Bilder | Hannover, am Rand der Eilenriede (Lage)                                                    |                                             |                       | Der Brunnen war Fritz Beindorff gewidmet. |
| Brunnen in der Wohnanlage Donnersbergstraße |                | Kaiserslautern, Donnersbergstraße (Lage)                                                   |                                             |                       | siehe |
| Pelikanbrunnen (Karlsruhe)                  |                | Karlsruhe, Weststadt, Gutenbergplatz (Lage)                                                |                                             |                       | siehe Gutenbergplatz (Karlsruhe)#Abtrennung eines Teils als Pelikanbrunnen |
| Pelikanbrunnen (Kiel)                       | weitere Bilder | Kiel, auf dem alten Urnenfriedhof Eichhof (Lage)                                           |                                             |                       | |
| Thilde Ernst-Brunnen                        |                | Landau in der Pfalz, Zoo                                                                   |                                             |                       | |
| Pelikanbrunnen (Mannheim)                   | weitere Bilder | Mannheim, O7 (Lage)                                                                        | Philipp Harth (1885–1968)                   | 1953                  | Geplant waren eigentlich Störche aus Bronze. Doch weil in Mannheim kurz nach Ende des 2. Weltkrieges Metall knapp war, wollte der damalige Oberbürgermeister lieber Figuren aus Stein haben. Damit konnten aber die langen, schlanken Beine von Störchen nicht gestaltet werden (siehe rheinneckarblog.de). |

## Weitere
| Bezeichnung              | Bild           | Standort                                                        | Staat      | Künstler       | Errichtung Einweihung | Weitere Informationen                                                                                                   |
| ------------------------ | -------------- | --------------------------------------------------------------- | ---------- | -------------- | --------------------- | --- |
| Pelikan-Brunnen (Linz)   | weitere Bilder | Linz, Oberösterreich, im Stadtteil Bindermichl-Keferfeld (Lage) |            |                | 1962                  | Der Brunnen wurde mittlerweile erneuert und umgebaut.                                                                   |
| Pelikanbrunnen (Gödöllő) | weitere Bilder | Gödöllő (Lage)                                                  | Ungarn     |                |                       | |
| Pelikanbrunnen (Chorzów) | weitere Bilder | Chorzów, Schlesischer Park                                      | Polen      |                |                       | |
| Pelikanbrunnen (Wien)    | weitere Bilder | Wien, Geiselbergstraße 62–64 (Lage)                             | Österreich | Alfred Hofmann | 1926                  | ein Steinbrunnen mit Pelikanfiguren aus Bronze; siehe auch: Liste der Kunstwerke im öffentlichen Raum in Wien/Simmering |
| Pelikanbrunnen (Tokio)   | weitere Bilder | Tokio, Hibiya Park (Lage)                                       | Japan      |                |                       | |
| Pelikanbrunnen (Kurume)  | weitere Bilder | Kurume, Ishibashi Cultural Center                               | Japan      |                |                       | |